# 萨拉 (奥地利)
萨拉是奥地利施蒂利亚州沃茨伯格县的一个市镇。总面积49.42平方公里，总人口316人，人口密度6.4人/平方公里（2005年）。